# بوريس ألكسندروفيتش ألكسندروف
بوريس ألكسندروفيتش ألكسندروف (بالروسية: Борис Александрович Александров، مواليد 4 أغسطس 1905 في بولوجوي، توفي 17 يونيو 1994 في موسكو) كان ملحنًا سوفيتيًّا وروسيًّا. قاد فرقة ألكسندروف للموسيقى العسكرية من 1946 إلى 1986، وهي الفرقة التي أسسها والده ألكسندر فاسيليفيتش ألكسندروف. وصل بوريس لرتبة لواء وحصل على وسام بطل العمل الاشتراكي وجائزة لينين وجائزة الدولة السوفيتية ولقب فنان الشعب في الاتحاد السوفيتي.

## الحياة

### النشأة
بدأ بوريس ألكسندروف حياته الموسيقية مبكرًا، في سن 13، عازفًا للكمان في جوقة الأطفال في مسرح البلشوي في موسكو، وقدم عروضًا مع مطربين مثل فيودور شاليابين. من 1923 إلى 1929 التحق بمعهد موسكو للموسيقى، ودرس على يد رينولد جلير. ومن 1929 إلى 1937 قاد قسم الموسيقى في المسرح المركزي للجيش الأحمر، ومن 1933 إلى 1941 كان مدرسًا مساعدًا في معهد موسكو للموسيقى. في 1937، أصبح نائب المدير الفني لفرقة ألكسندروف للموسيقى العسكرية. كان أيضًا ملحنًا، ألف مقطوعات لأصناف عديدة من الموسيقى.

### الحرب العالمية الثانية
خلال الحرب العالمية الثانية، كان بوريس رفقة والده يقودان فرقة ألكسندروف للموسيقى العسكرية وقدما حفلات موسيقية على الجبهة، عُرضت فيها الموسيقى الروسية الشعبية والأغاني التي لحنها ملحنون سوفيت لتعزيز الروح الوطنية في صفوف الجيش. وخلال هذا الوقت، تحمل بوريس المزيد من المسؤوليات بسبب حالة أبيه الصحية. وبعد وفاة ألكسندروف الأب في 1946، تولى بوريس الإدارة الموسيقية للفرقة خلفًا لوالده.

### قيادة فرقة ألكسندروف
كان بوريس ألكسندروف ملحنًا ومعلمًا وناقدًا موسيقيًّا، وصلت فرقة ألكسندروف تحت قيادته لشهرة تعدت حدود الاتحاد السوفيتي؛ إذا سافر إلى الخارج 68 مرة وقدم عروضًا مع فرقته في بلدان عديدة في أرجاء أوروبا. وأشرف على تدريب وترقية العديد من المطربين.
تقاعد ألكسندروف في 1987، وخلفه إيجور أجافونيكوف في نفس العام وأصبح أناتولي مالتسيف رئيسًا للفرقة. تقاعد عن مركز الملحن الرئيسي في 1994؛ وتوفي بنفس العام في موسكو ودفُن في مقبرة نوفوديفيتشي. خلفه فيكتور فيديروف، الذي قاد الجوقة منذ 1986.